# Oberrödinghauser Hammer

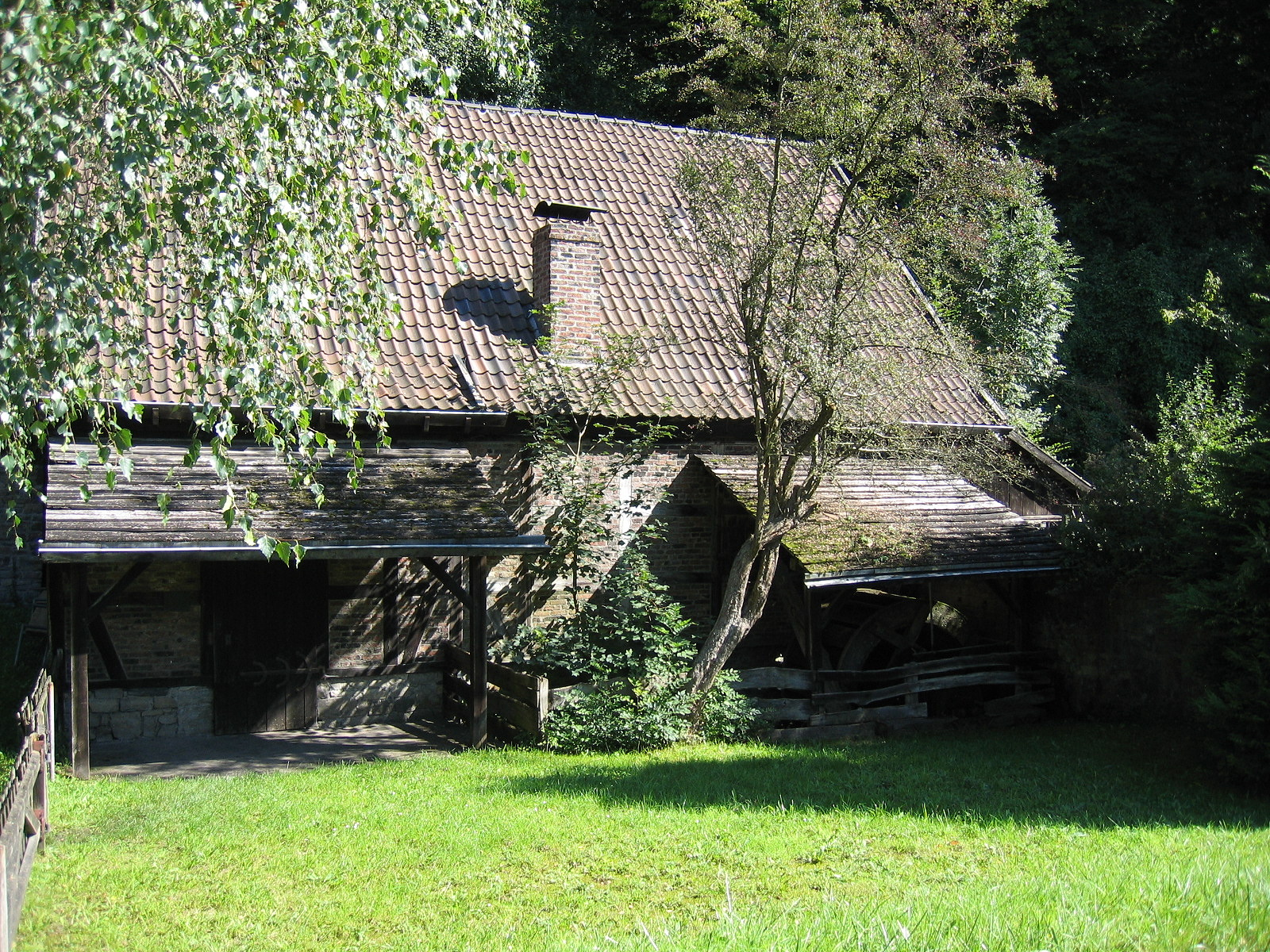
Oberrödinghauser Hammer

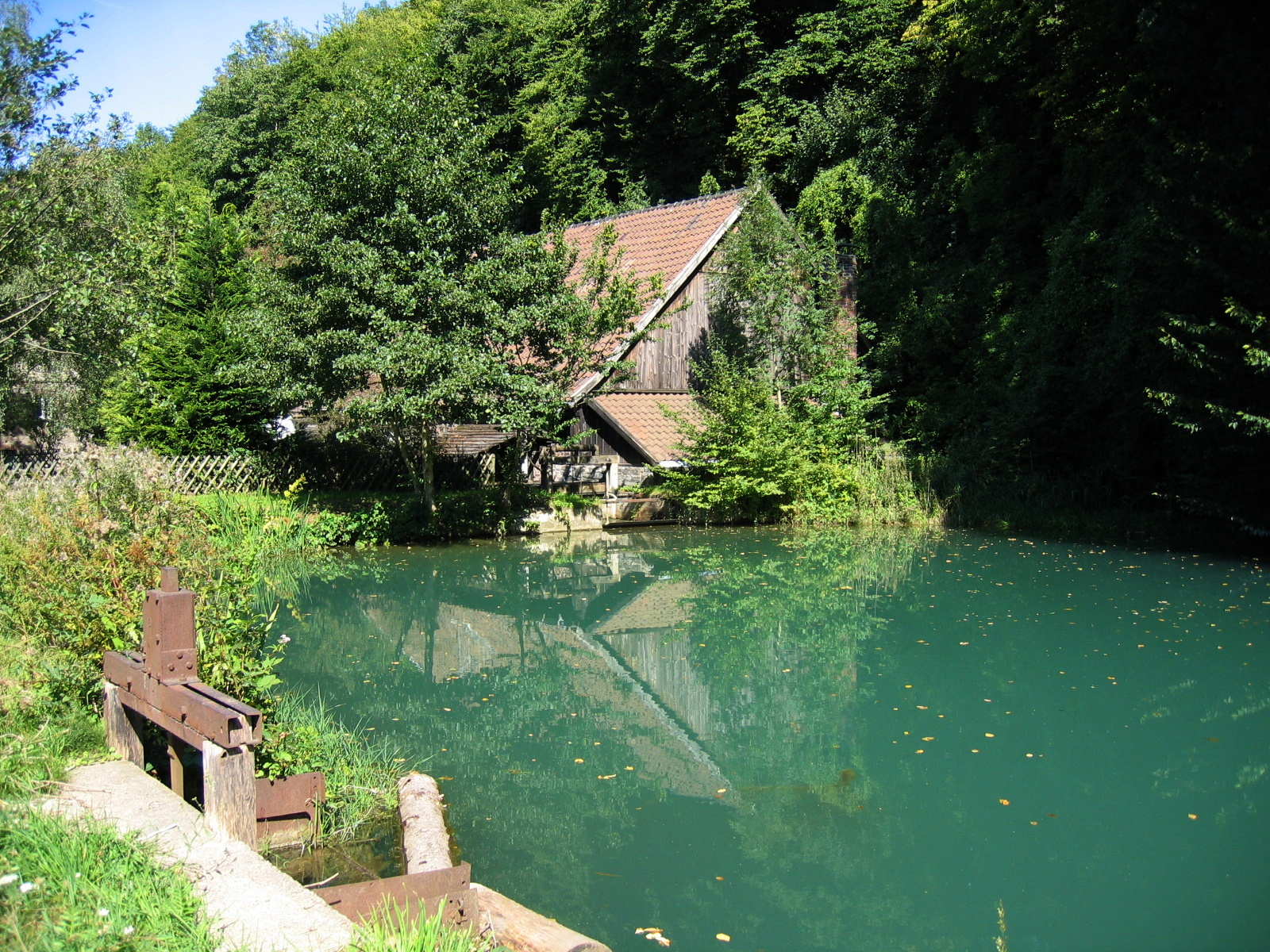
Hammerteich mit Schütz im Vordergrund

Der Oberrödinghauser Hammer ist ein technisches Kulturdenkmal im Ortsteil Oberrödinghausen der Stadt Menden (Sauerland). Der Hammer liegt direkt an der Bundesstraße 515 gegenüber dem Kalkverarbeitungswerk von Rheinkalk.
Der Alte Hammer fand bereits 1751 urkundliche Erwähnung. Er wurde von Max Theodor von Dücker gegründet und gehörte zur „Rödinghauser Eisenfabrique“. Gefertigt wurden vor allem Roststäbe und Pflugscharen. Bis zur Stilllegung 1955 nutzte die Rheinisch-Westfälische Kalkwerke AG den Hammer, zuletzt als Schmiede.
Früher trieben zwei Wasserräder einen 70 kg schweren Schwanzhammer und einen 300 kg schweren Stabhammer an. Das benötigte Wasser stammte aus der Oberrödinghauser Quelle „Hüttenspring“ und wurde in einem Teich angestaut.